# 記号学
記号学（きごうがく、英: semiotics、独: semiotik、仏: sémiotique）は、記号の学問である。セミオロジー（semiologie）、セモロジー（semologie）など複数の名称が与えられてきたが、1962年のジョージ・ハーバート・ミードの提唱により、セミオティクス（semiotics）の語が定着した。

## 歴史
記号学はソシュールのセミオロジー（sémiologie）を指し、記号論はパースのセミオティクス（semiotics）を指しており、日本語ではそれぞれ記号学と記号論と名付けた。
記号学（セミオロジー）は、フェルディナン・ド・ソシュールによる、記号表現 - 記号内容（シニフィアン - シニフィエ）の二項に基づく記号学である 。
記号論（セミオティクス）は、チャールズ・サンダース・パースによる、「表現、内容、指示対象」の三項に基づく記号学である。
- パース記号論
記号論（セミオティクス）は、チャールズ・サンダース・パースによれば「表現、内容、指示対象」の三項に基づき、記号は物理的指示作用と図像的表示能力を持ち、二つの作用の総合として象徴作用という第三の意味作用が生じると考える[5][6]。ウンベルト・エーコなどが代表的な記号論の研究者である[7][8]。

- ソシュール記号学 

ジュネーブ大学で前任者の退職で休止していた講義を、1907年からフェルディナン・ド・ソシュールが「一般言語学」[注釈 1]、彼の死後の1916年に彼の弟子たち、言語学的文体論を開拓したシャルル・バイイと統辞論に関心を向けたアルベール・セシュエ[9]、によってまとめられ『一般言語学講義』の題で刊行された。20世紀には、チャールズ・W・モリスが記号学を引き継いだ[10]。

フランスの構造主義哲学者・文学者ロラン・バルトは、『エクリチュールの零度』『モードの体系』でソシュール記号学を援用し、中世ヨーロッパ文化史研究者で文学者のウンベルト・エーコは『記号論Ⅰ・Ⅱ』を著した。日本では、浅田彰『構造と力　記号論を超えて』の異例の大ヒットと共に、ニュー・アカデミズムと呼ばれる思潮が起こり、「記号論」もにわかに注目を集めた。日本人による著作としては、池上嘉彦の『記号論への招待』や『詩学と文化記号論』、文化人類学者・山口昌男（東京外国語大学）の『文化と両義性』などがある。

## 主な記号学者
- チャールズ・サンダース・パース - アメリカ合衆国。プラグマティズム。セミオティクスの創始者。
- フェルディナン・ド・ソシュール - スイス。ジュネーヴ学派。「現代言語学の父」、セミオロジーの創始者。記号の恣意性。
- ウンベルト・エーコ - イタリア。文化記号論。
- ロラン・バルト - フランス。フランス構造主義。
- クリスチャン・メッツ - フランス。映画記号学。
- アルジルダス・ジュリアン・グレマス - リトアニア、フランス。生成記号学（generative semiotics）
- ヤーコプ・フォン・ユクスキュル - ドイツ。生物記号学の創始者
- ルイ・イェルムスレウ - デンマーク。コペンハーゲン学派。言理学。
- チャールズ・W・モリス - アメリカ合衆国。行動主義者。
- マイケル・シルヴァスティン - アメリカ合衆国。
- ジュリア・クリステヴァ - ブルガリア、フランス。
- ユーリ・ロトマン - ソビエト・ロシア。タルトゥ＝モスクワ記号学派。

### 日本
- 池上嘉彦 - 東京大学教養学部
- 石田英敬 - 東京大学教養学部